# Traianos Patrikios
Traianos Patrikios (mittelgriechisch Τραϊανός Πατρίκιος) war ein byzantinischer Geschichtsschreiber, der zur Zeit Kaiser Justinians II. lebte.
Traianos, der den Titel Patrikios trug, wird in dem mittelbyzantinischen Lexikon Suda erwähnt. Dort heißt es, dass er zur Zeit Justinians II. lebte und eine geschichtliche Chronik verfasste, die bewunderungswürdig sei. Er wird auch als überaus christlich und orthodoxen Glaubens beschrieben.
Das Geschichtswerk des Traianos ist nicht erhalten. Die Forschung geht davon aus, dass das Werk vom späten 7. Jahrhundert (wohl 668) bis ins Jahr 713 reichte (bzw. nach James Howard-Johnston bis etwa 720); das genaue Enddatum ist jedoch offen. Es wurde wohl von Theophanes, aber auch von Nikephoros und dem Verfasser der sogenannten Epitome (einem Werk, das dem Verfasser der Logothetenchronik als Vorlage diente) benutzt. Sicher ist zumindest, dass sich Theophanes und Nikephoros für das späte 7./frühe 8. Jahrhundert auf eine heute verlorene byzantinische Chronik gestützt haben.
Die Erwähnung des Autors in der Suda sowie die Tatsache, dass Theophanes auch das Geschichtswerk des Theophilos von Edessa (in griechischer Übersetzung) benutzte, weist darauf hin, dass auch in dem meist als „dunkles Zeitalter“ verstanden Zeitraum des späten 7. und 8. Jahrhunderts einzelne Geschichtswerke im byzantinischen Osten entstanden sind, die aber nur aus späteren Werken erschlossen werden können.
Carl de Boor, von dem die maßgebliche Theophanes-Edition aus dem späten 19. Jahrhundert stammt, nahm an, dass in der Suda zwei Personen vermischt wurden und sich die Betonung des orthodoxen Glaubens auf den auch in anderen Quellen bezeugten General Traianus zur Zeit des Kaisers Valens im 4. Jahrhundert bezog. Dieser habe auch ein heute verlorenes Geschichtswerk geschrieben, welches Theophanes an einer Stelle zitiert (AM 5870). Ein anderer Traianos sei der von der Suda erwähnte Chronist im 8. Jahrhundert gewesen.
Anderer Ansicht als de Boor ist Warren Treadgold. Treadgold nimmt an, dass das Zitat bei Theophanes aus dem Werk des Traianos aus dem 8. Jahrhundert stammt. Die Betonung des orthodoxen Glaubens in der Suda beziehe sich ebenfalls auf ihn und sei auf die damaligen religionspolitischen Konflikte innerhalb des Byzantinischen Reiches zurückzuführen. Treadgold geht des Weiteren davon aus, dass sich Traianos vor allem auf eigene Erinnerungen, mündliche Berichte und einige wenige schriftliche Quellen gestützt und die Osterchronik fortgesetzt habe. Für die letzten Jahrzehnte der Schilderung habe er dabei über gutes Material verfügt.